# Vĩnh Phú (Bình Dương)
Vĩnh Phú is een phường in thị xã Tân Uyên, een thị xã in de Vietnamese provincie Bình Dương.
Vĩnh Phú is sinds januari 2011 een phường, sinds Thuận An een thị xã is. Daarvoor was Thuận An een van de district. Vĩnh Phú ligt aan de oever van de Sài Gòn. De Quốc lộ 13 is een belangrijke verkeersader in Vĩnh Phú.